# Annemarie Buchner
Annemarie Buchner (Ettal, 16 febbraio 1924 – 9 novembre 2014) è stata una sciatrice alpina tedesca.

## Palmarès

### Olimpiadi invernali
- Argento a Oslo 1952 nella discesa libera.
- Bronzo a Oslo 1952 nello slalom gigante.
- Bronzo a Oslo 1952 nello slalom speciale.